# Podwłodzimierzów
Podwłodzimierzów – część miasta Sulejów w województwie łódzkim, w powiecie piotrkowskim.
W latach 1975–1998 miejscowość administracyjnie należała do województwa piotrkowskiego.